# Литигата (Витербо)
Литигата је насеље у Италији у округу Витербо, региону Лацио.
Према процени из 2011. у насељу је живело 15 становника. Насеље се налази на надморској висини од 232 м.